# Mahatao
Mahatao è una municipalità di sesta classe delle Filippine, situata nella Provincia di Batanes, nella Regione della Valle di Cagayan.
Mahatao è formata da 4 baranggay:
- Hanib
- Kaumbakan
- Panatayan
- Uvoy (Pob.)